# Саміт G-20 в Осаці (2019)
Саміт G20 в Осаці — це чотирнадцята зустріч керівників країн Великої двадцятки (G20). Він пройде 28-29 червня 2019 року в Осаці.
Це буде перший в історії саміт G20, який пройде в Японії..
Прем'єр-міністр Японії Сіндзо Абе написавши текст у колонці ProjectSyndicate визначив три ключових питаннях, кожне з яких особливо важливе для країн Азії:
1) Робота над збереженням і, в кінцевому підсумку, зміцненням міжнародного режиму вільної та справедливої торгівлі. Для лідерів країн Азії це означає формування Всестороннього регіонального економічного партнерства (ВРЕП) — передової угоди про вільну торгівлю між десятьма членами Асоціації держав Південно-Східної Азії (АСЕАН) і шістьма країнами Індо-Тихоокеанського регіону (Австралія, Китай, Індія, Японія, Південна Корея і Нова Зеландія).
2) Цифровізація економіки уможливила появу унікальних і безпрецедентних бізнес-моделей, але одночасно вона створила нові проблеми, такі як, наприклад, подвійне неоподаткування транснаціональних компаній. Ми можемо вирішити подібні проблеми лише за допомогою міжнародного співробітництва.
3) Значення інновацій у боротьбі з глобальними екологічними проблемами. Цілі, окреслені в «Доповіді 1,5˚C» Міжурядової групи експертів зі зміни клімату, не можуть бути досягнуті за допомогою одних лише заходів регулювання. Революційні інновації, які здатні перетворити щось негативне в позитивне, стануть ключем для досягнення кліматичних цілей світу.

## Лідери країн - учасники

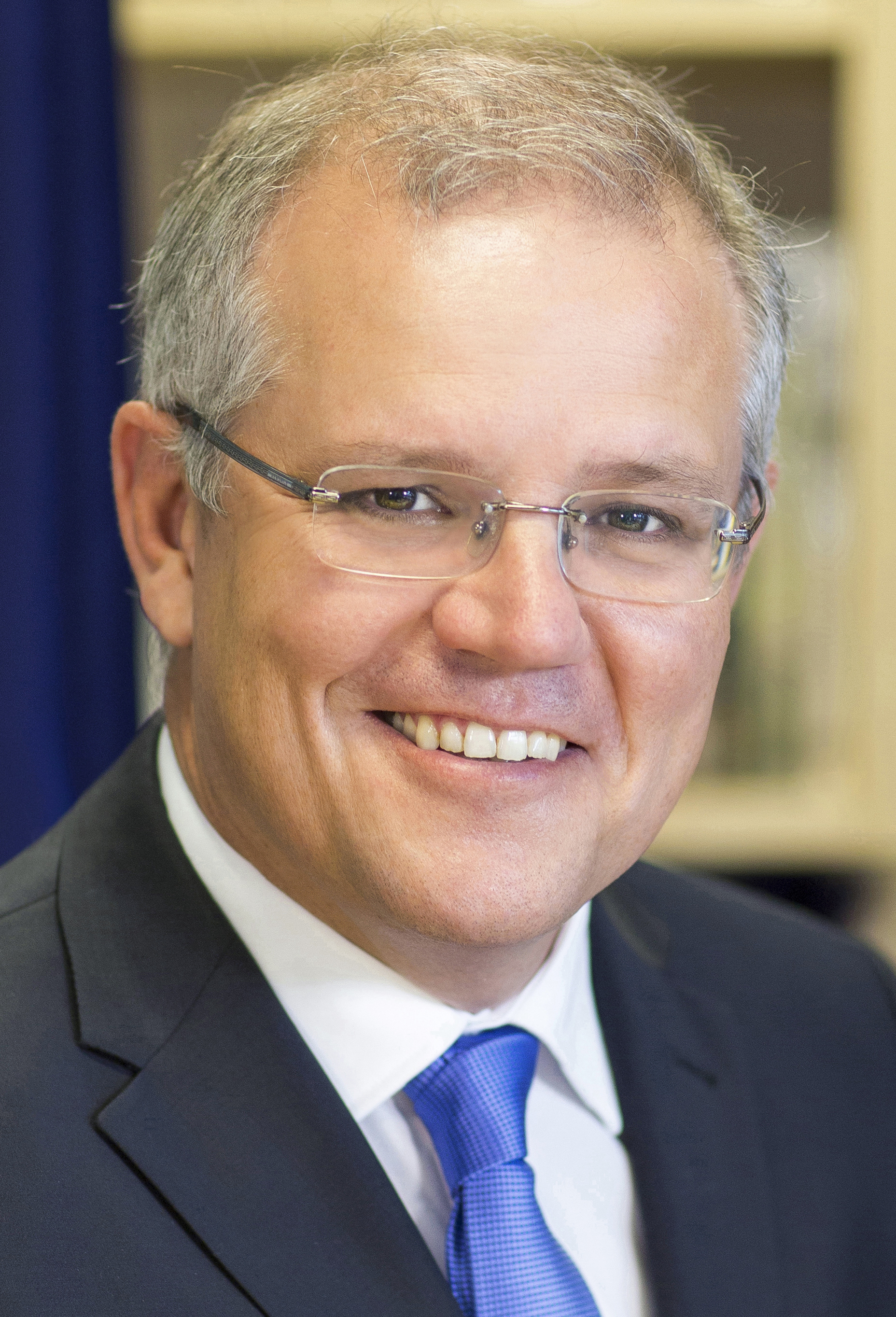
Австралія Скотт Моррісон, прем'єр-міністр
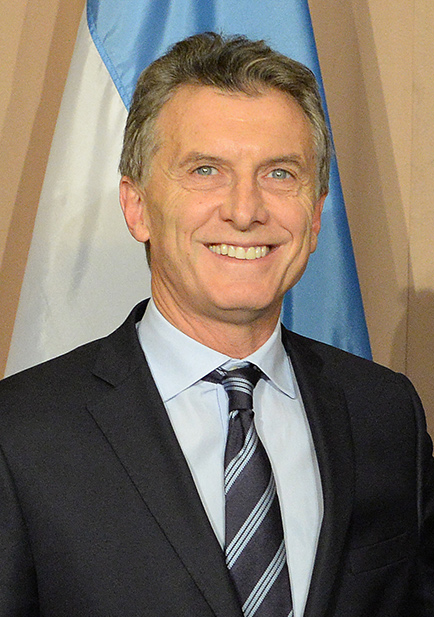
Аргентина Маурісіо Макрі, Президент
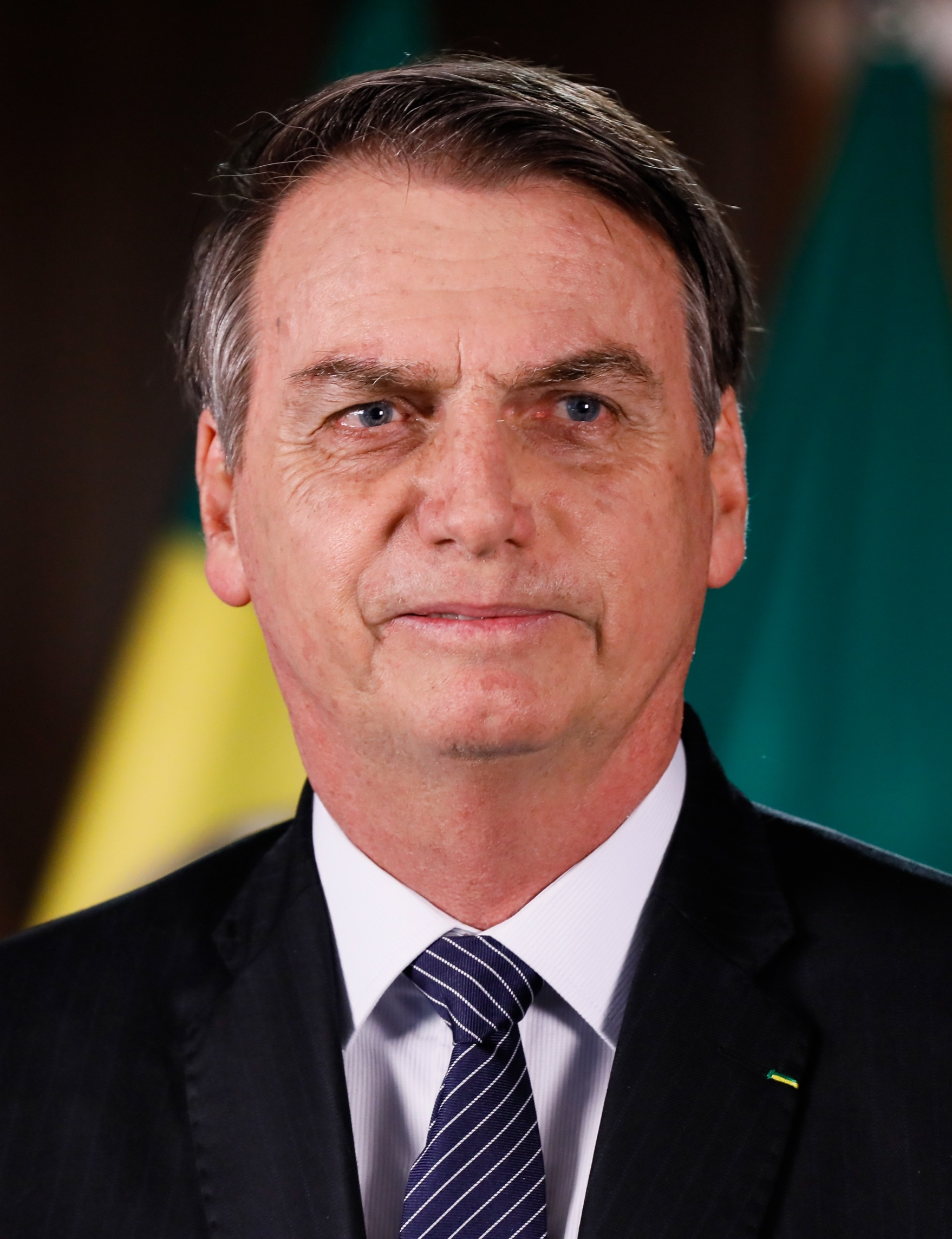
Бразилія Жаїр Болсонару, Президент
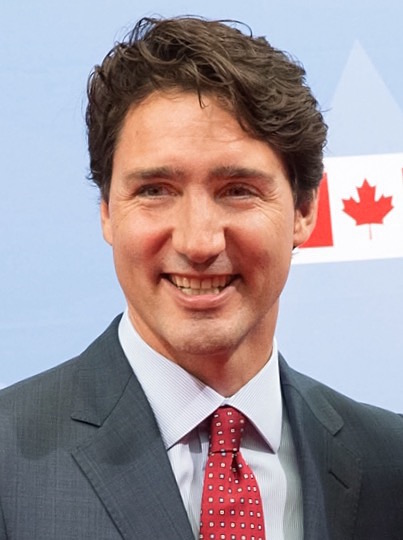
Канада Джастін Трюдо, Прем'єр-міністр
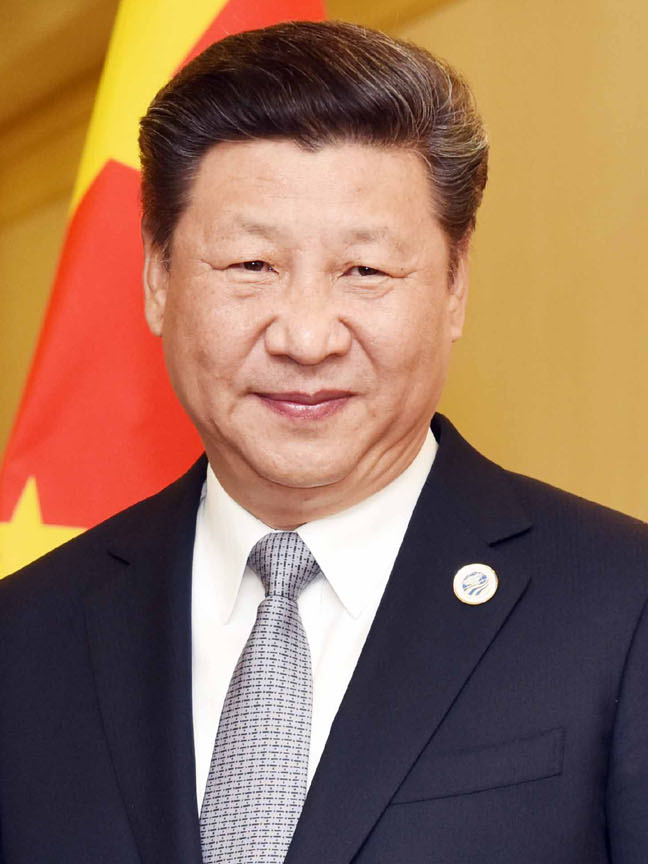
КНР Сі Цзіньпін, Голова
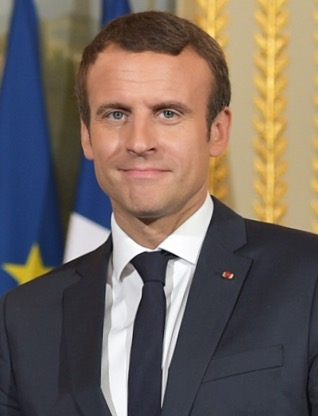
Франція Емманюель Макрон, Президент
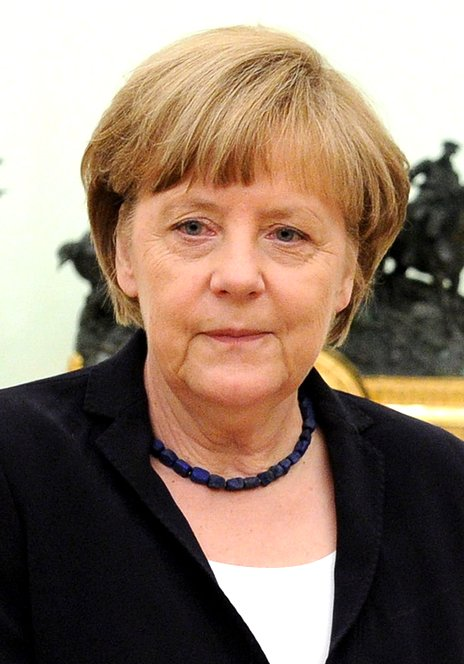
Німеччина Ангела Меркель, Канцлер
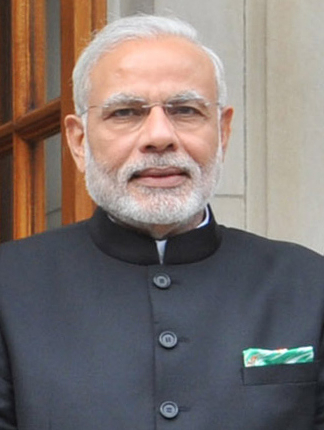
Індія Нарендра Моді, прем'єр-міністр
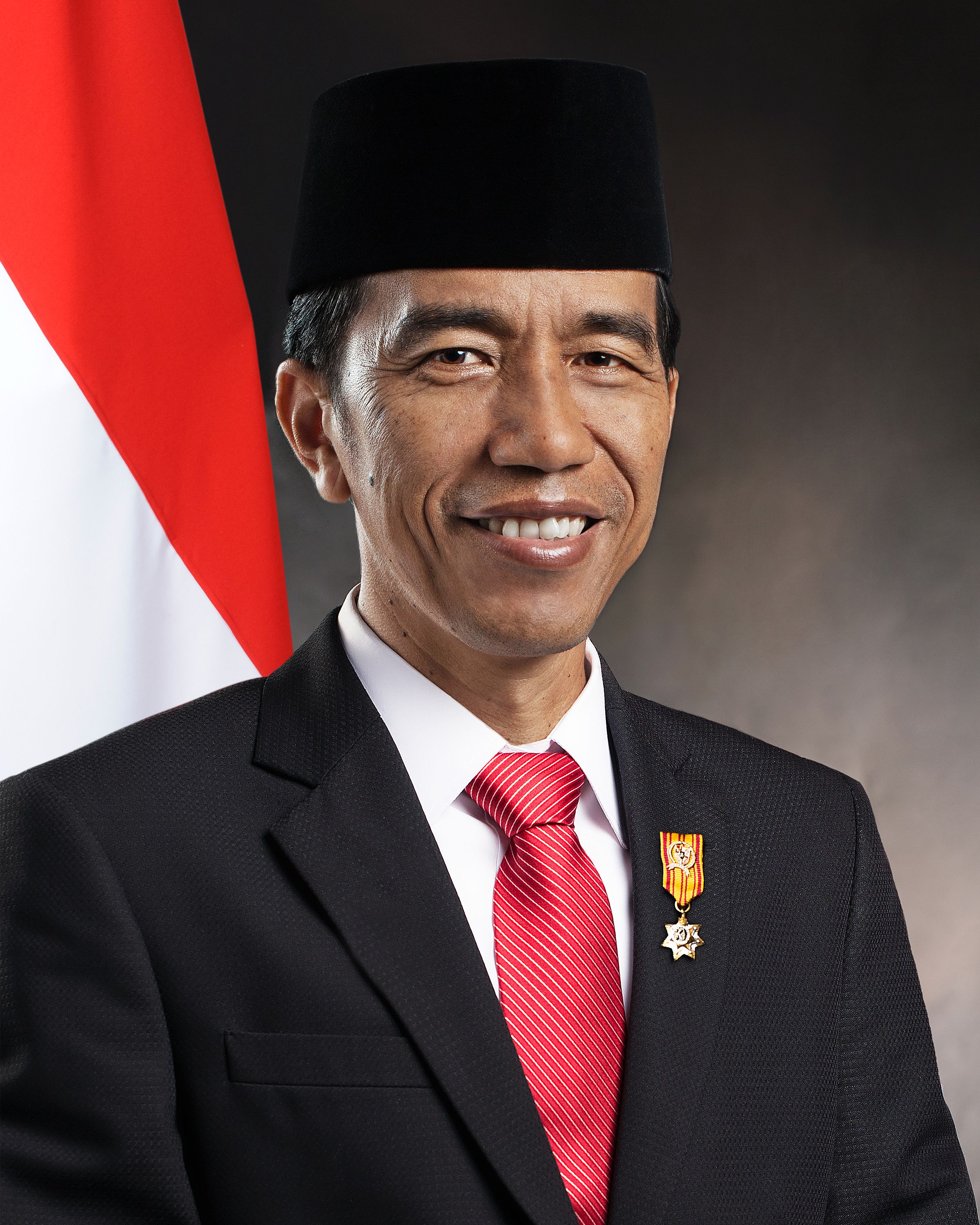
Індонезія Джоко Відодо, президент
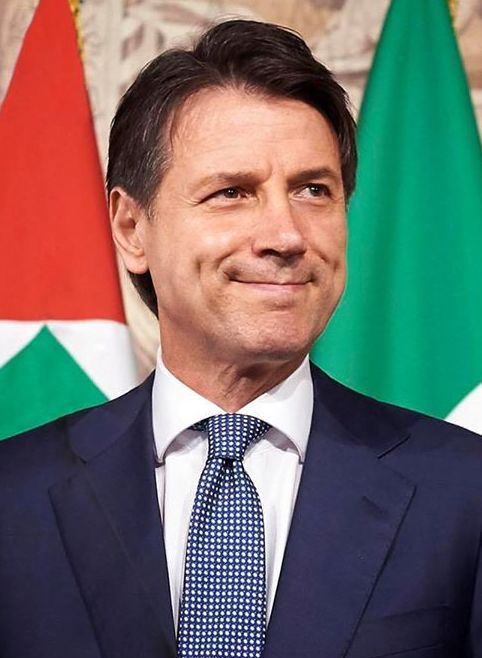
Італія Джузеппе Конте, Прем'єр-міністр
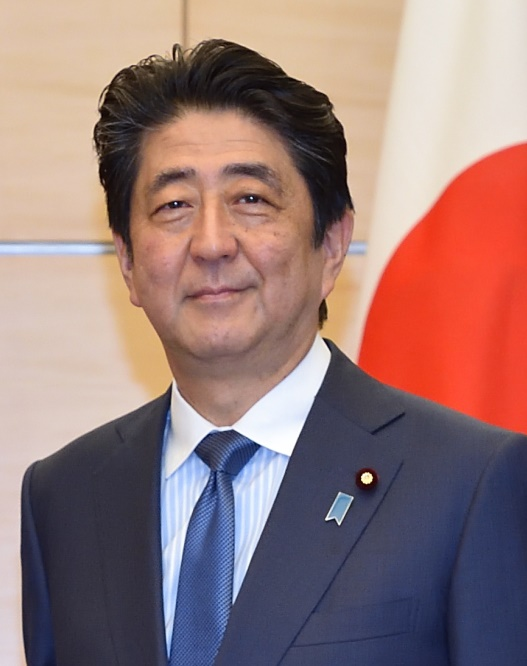
Японія Абе Сіндзо, Прем'єр-міністр (господар)
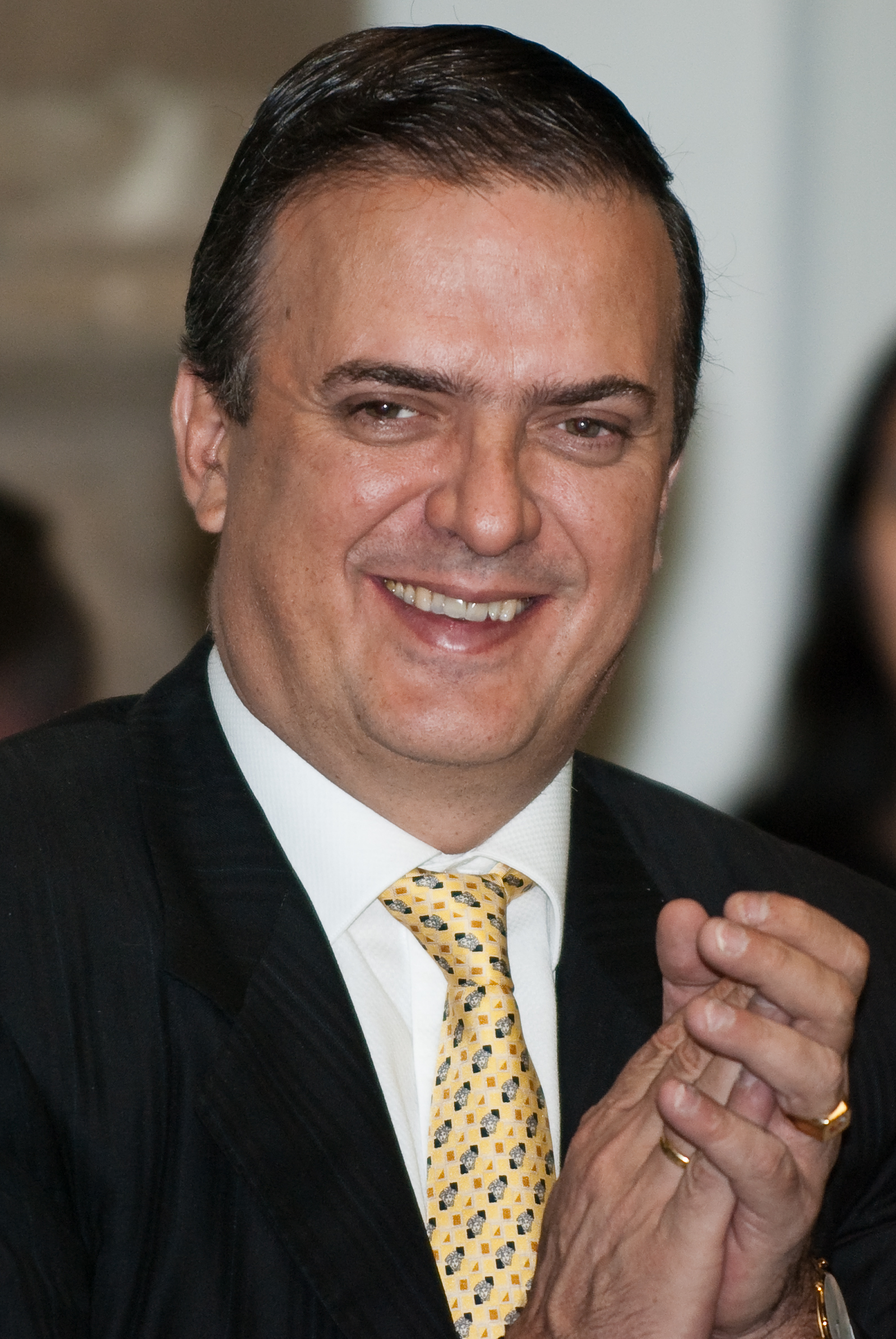
Мексика Марсело Ебрард[en], Президент
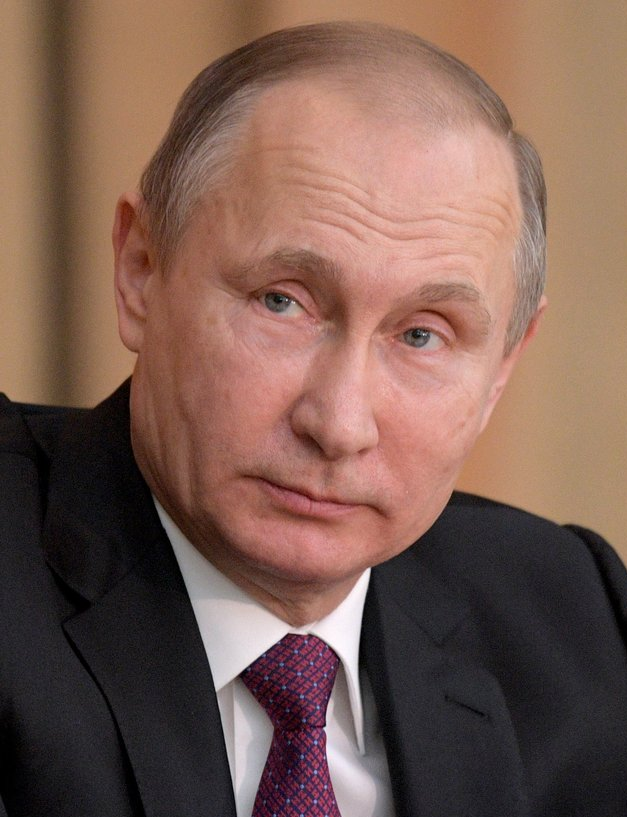
Росія Володимир Путін, Президент
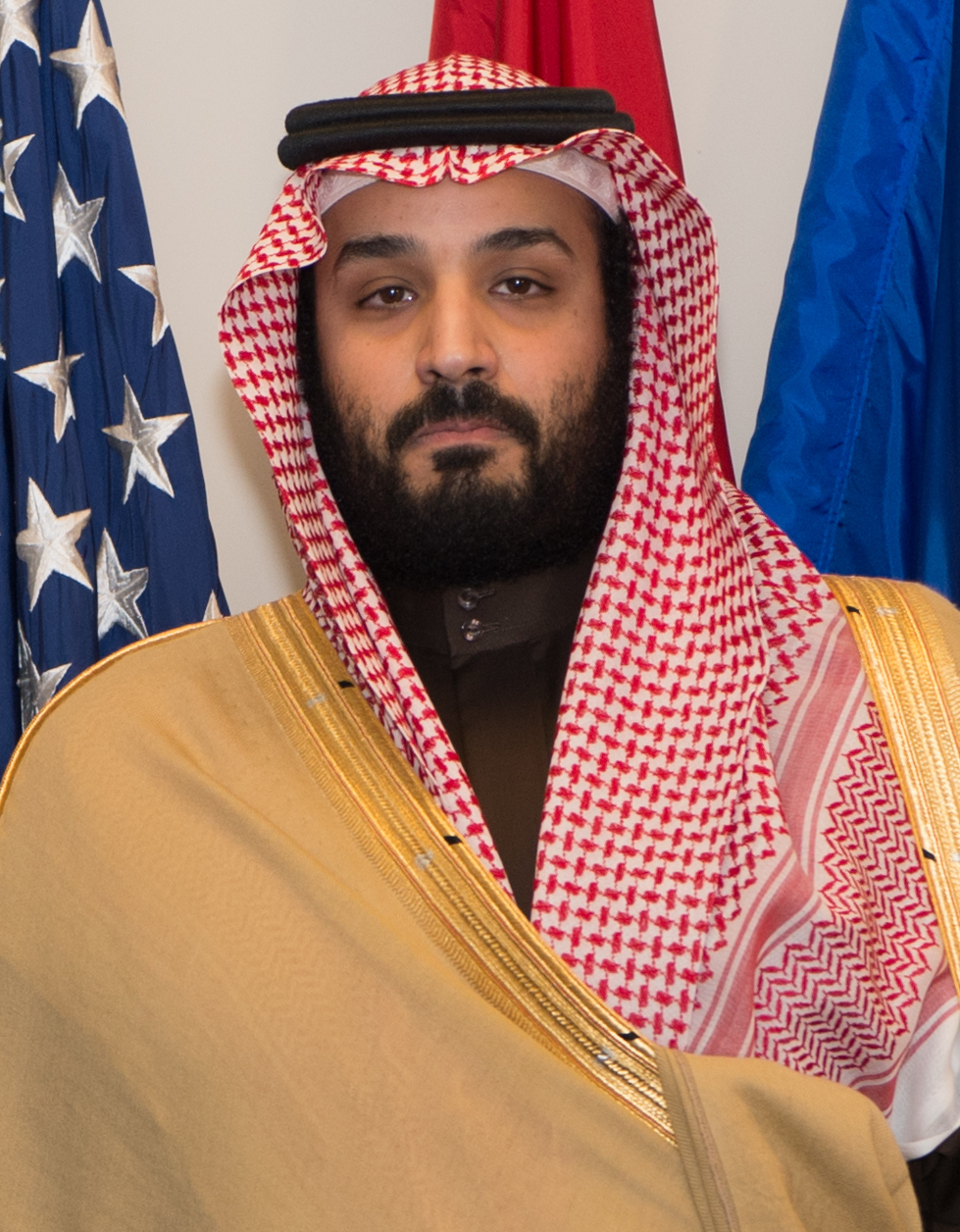
Саудівська Аравія Мухаммед ібн Салман, кронпринц
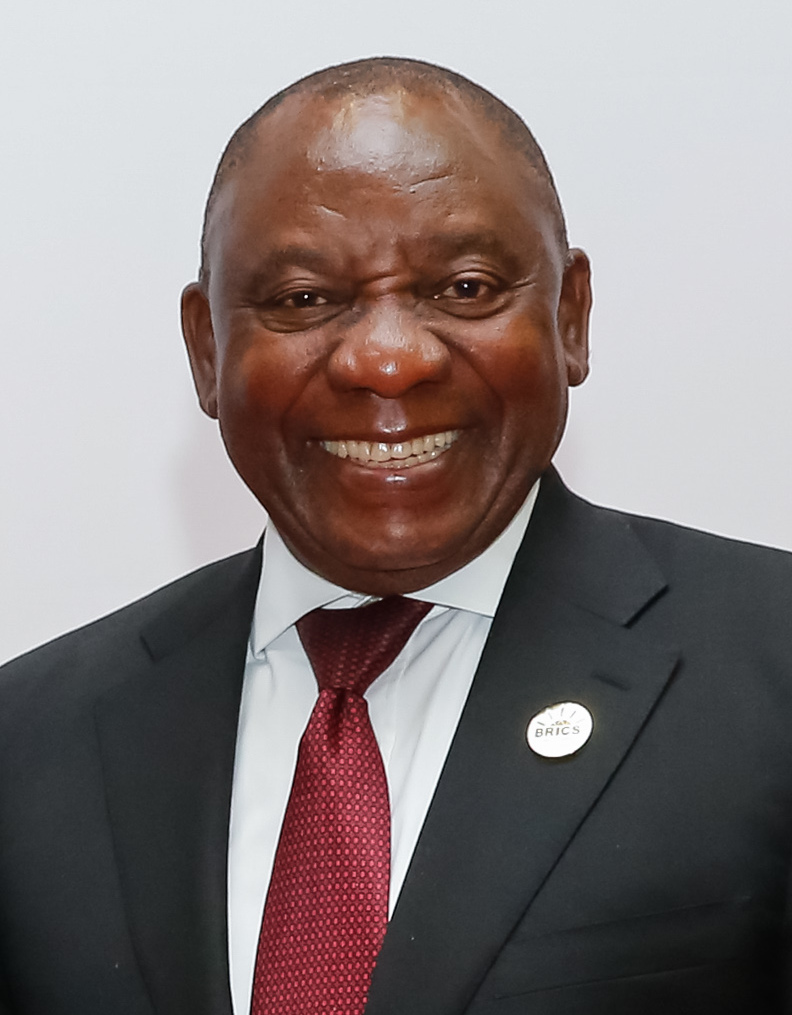
ПАР Матамела Сиріл Рамафоса, президент
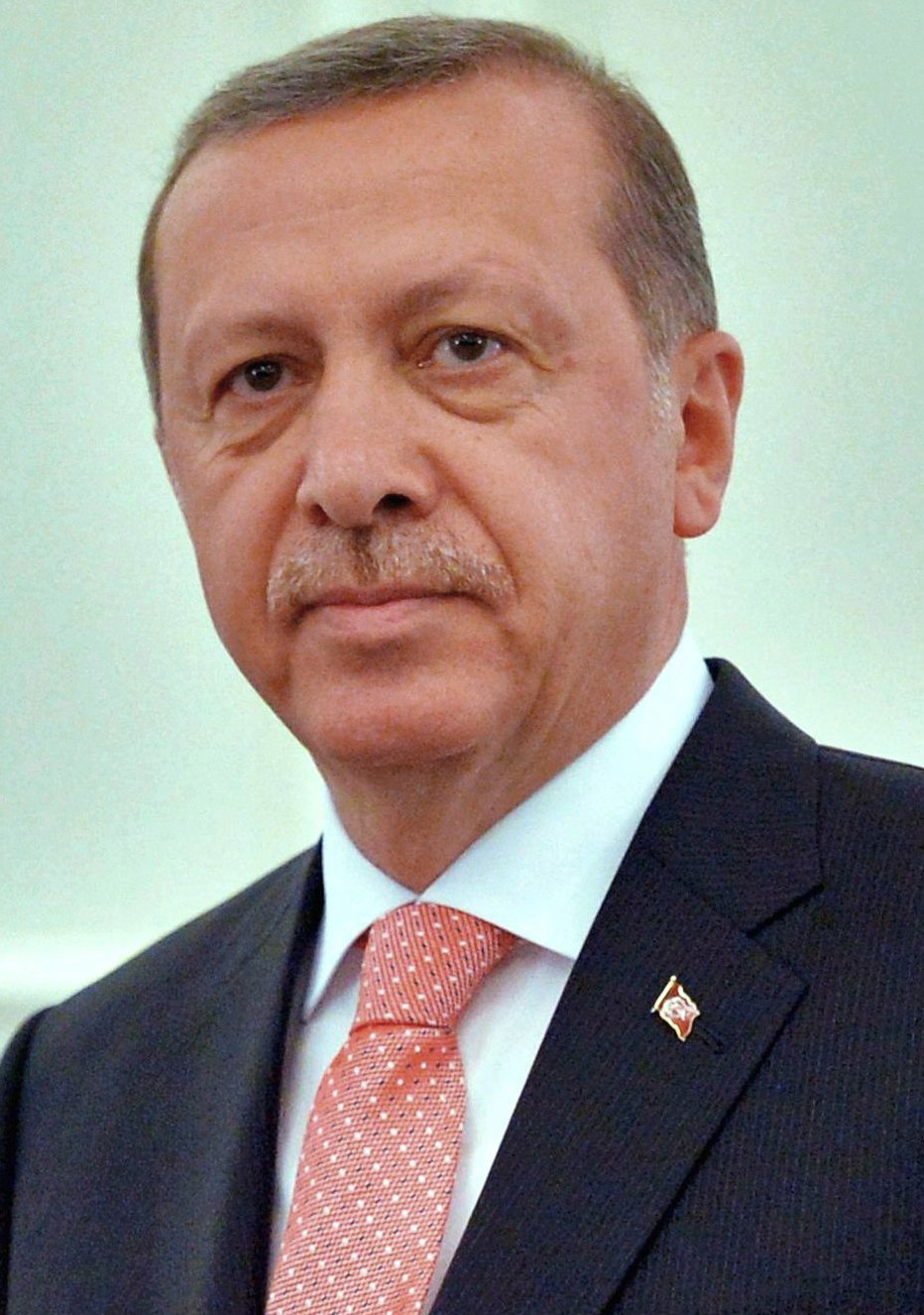
Туреччина Реджеп Таїп Ердоган, Президент
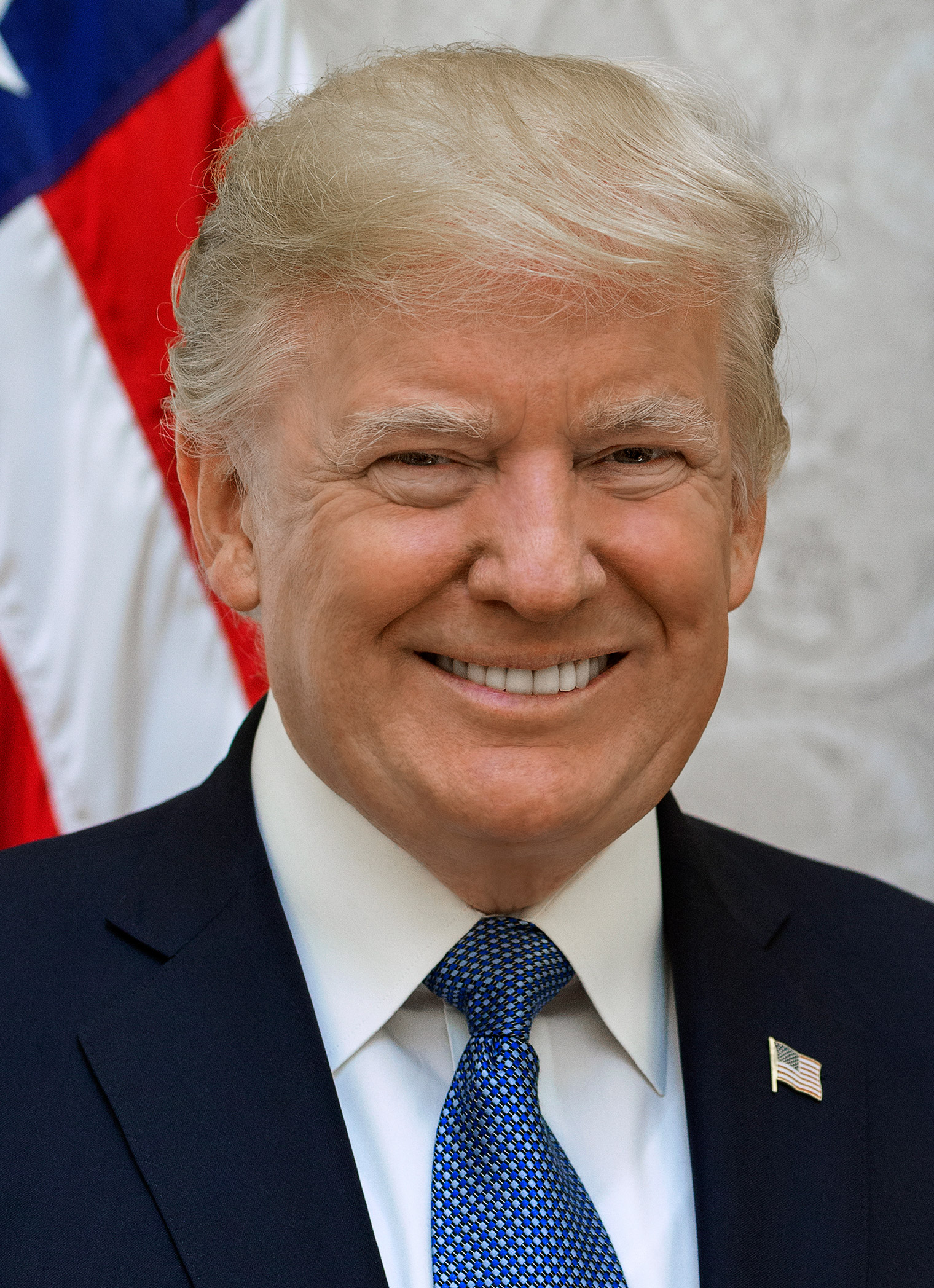
США Дональд Трамп, Президент
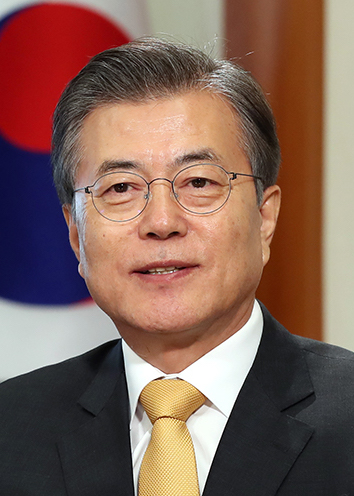
Південна Корея Мун Чже Ін, Президент
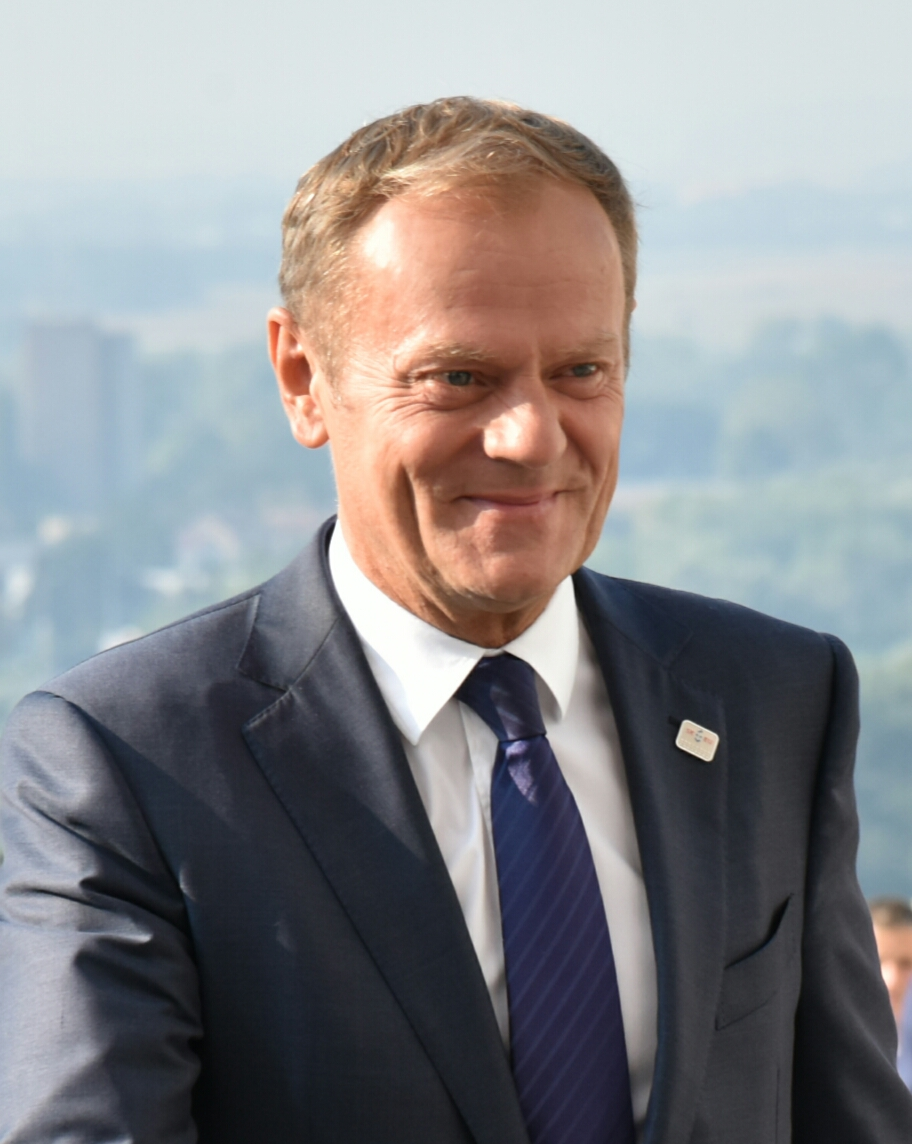
Європейський Союз Дональд Туск, Голова Європейської Ради
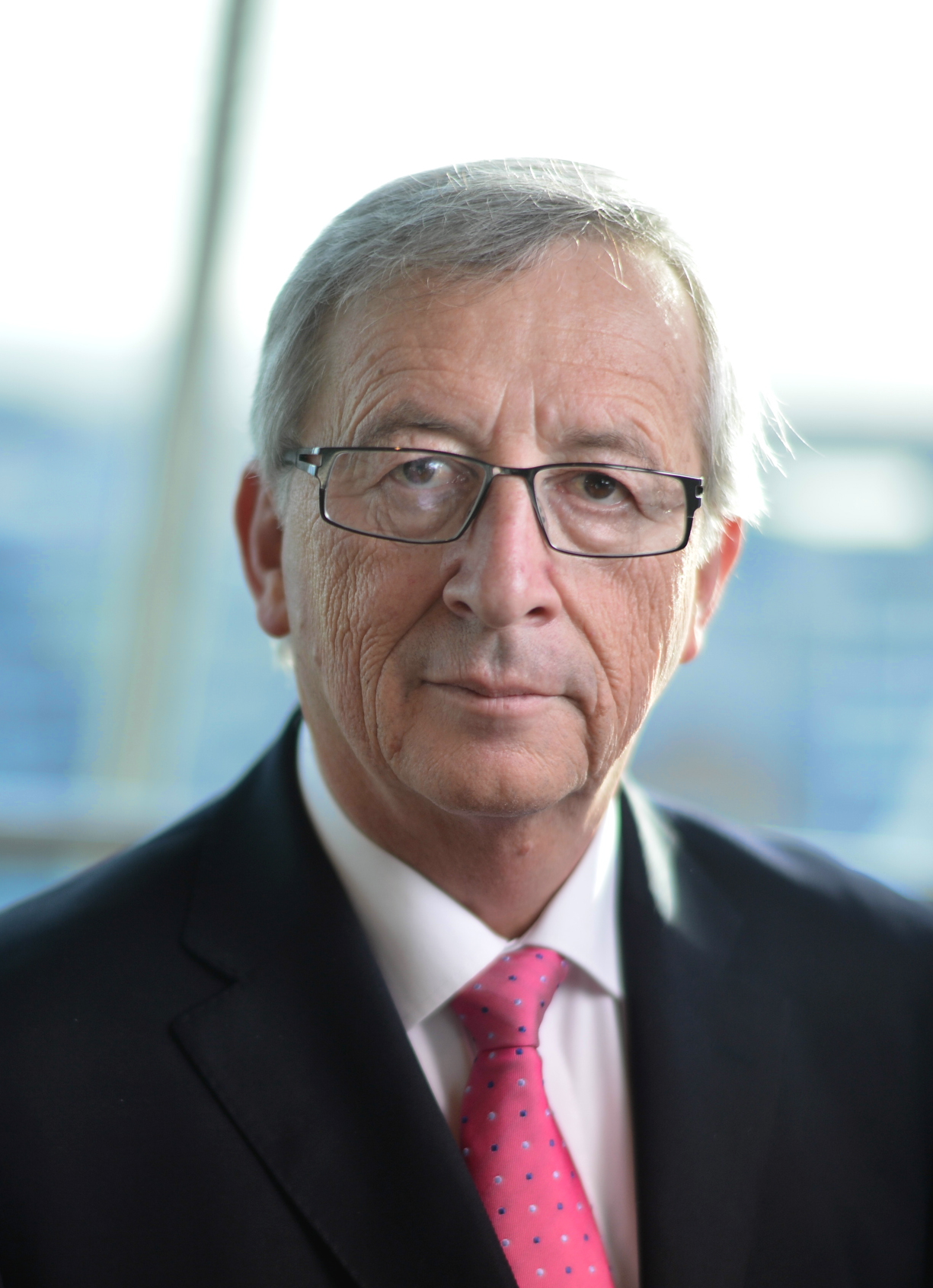
Європейський Союз Жан-Клод Юнкер, Президент Європейської комісії

## Запрошені учасники

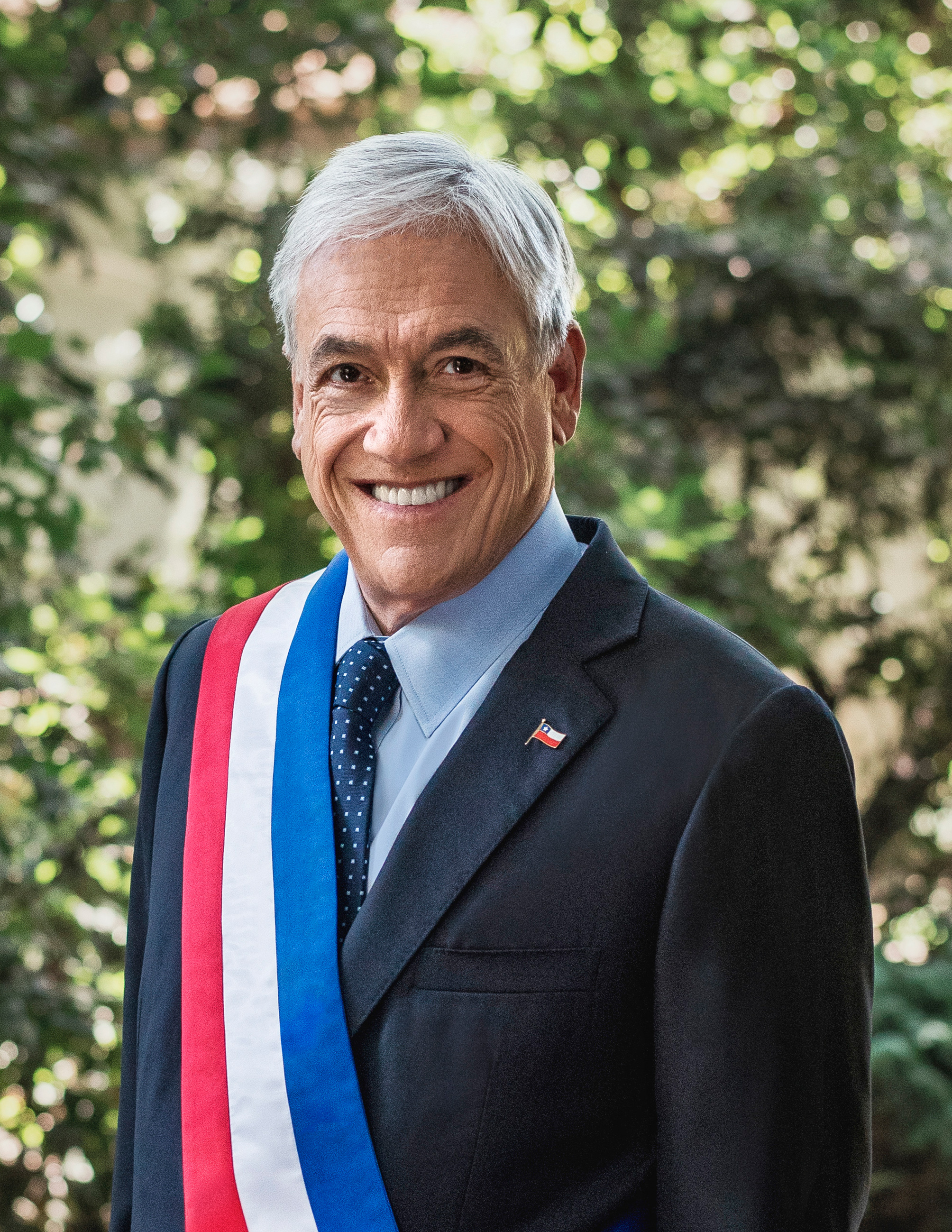
CHL Себастьян Піньєра, Президент, головуючий у Азійсько-Тихоокеанському економічному співробітництві у 2019 році
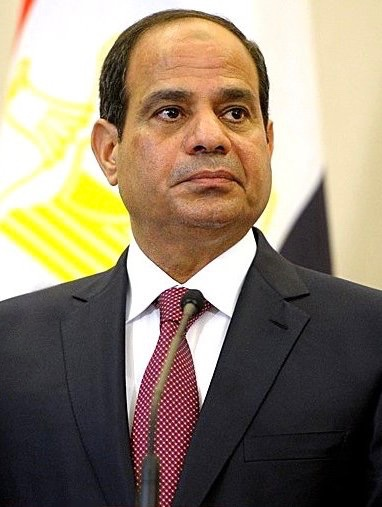
EGY Абдель Фаттах Ас-Сісі, Президент, головуючий у Африканському Союзі у 2019 році
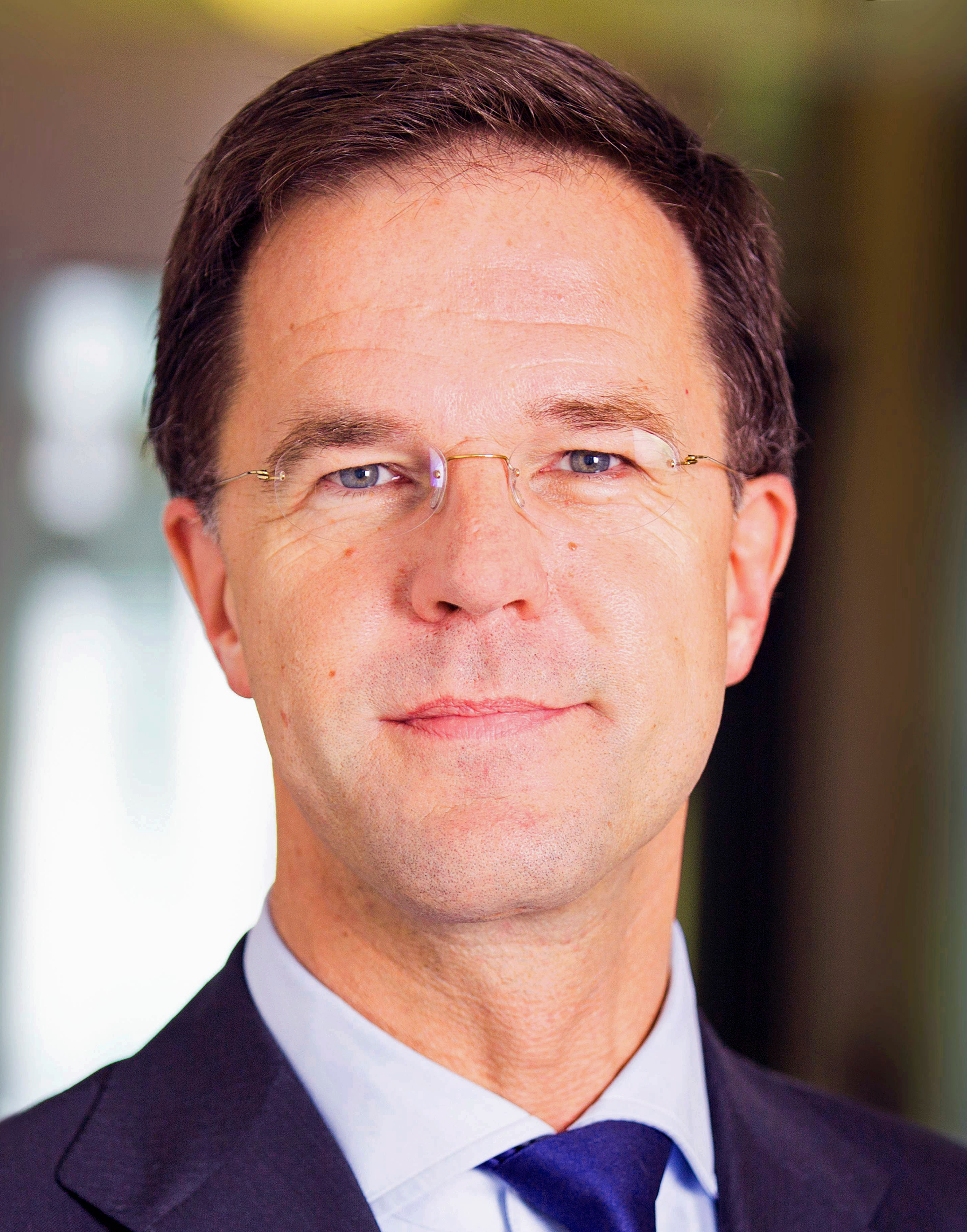
NLD Марк Рютте, Прем'єр-міністр
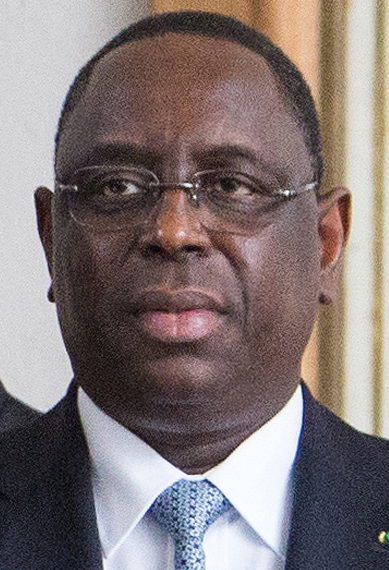
SEN Макі Салл, Президент, головуючий у Нове партнерство для розвитку Африки у 2019 році
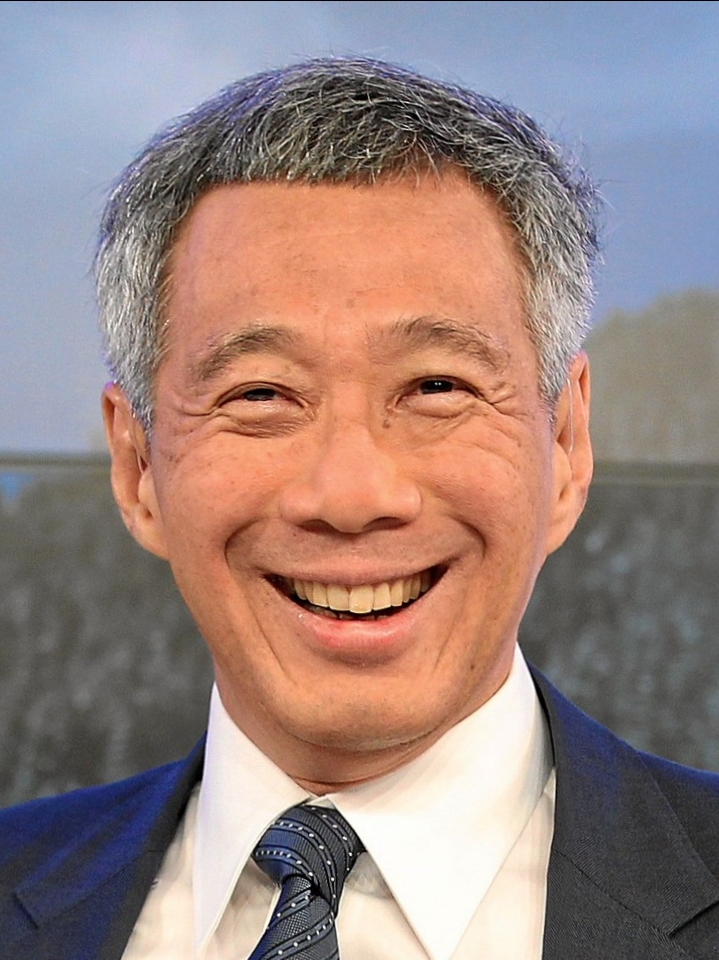
SGP Лі Сянь Лун, Прем'єр-міністр, запрошений гість
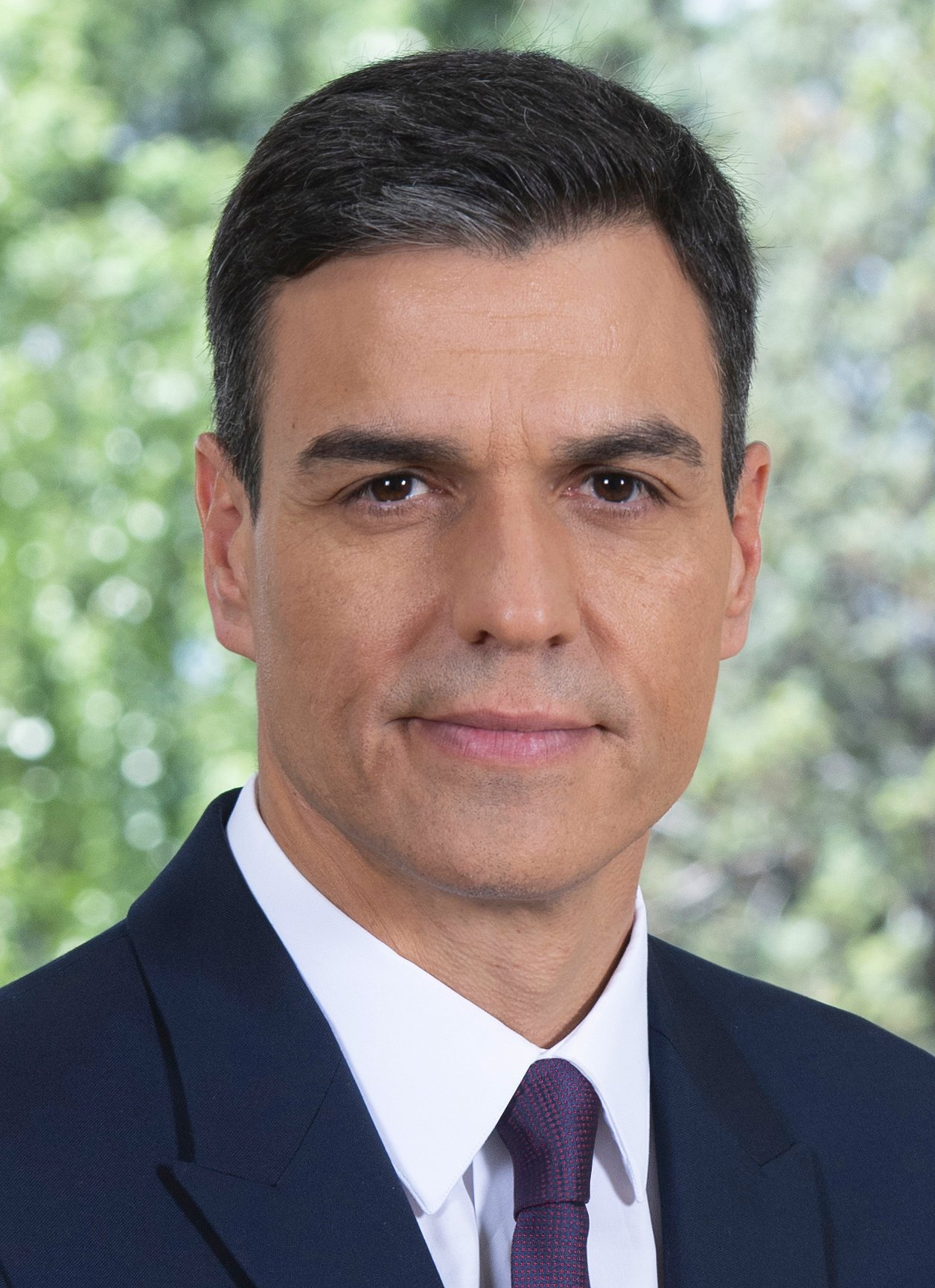
ESP Педро Санчес, Прем'єр-міністр, постійний запрошений гість
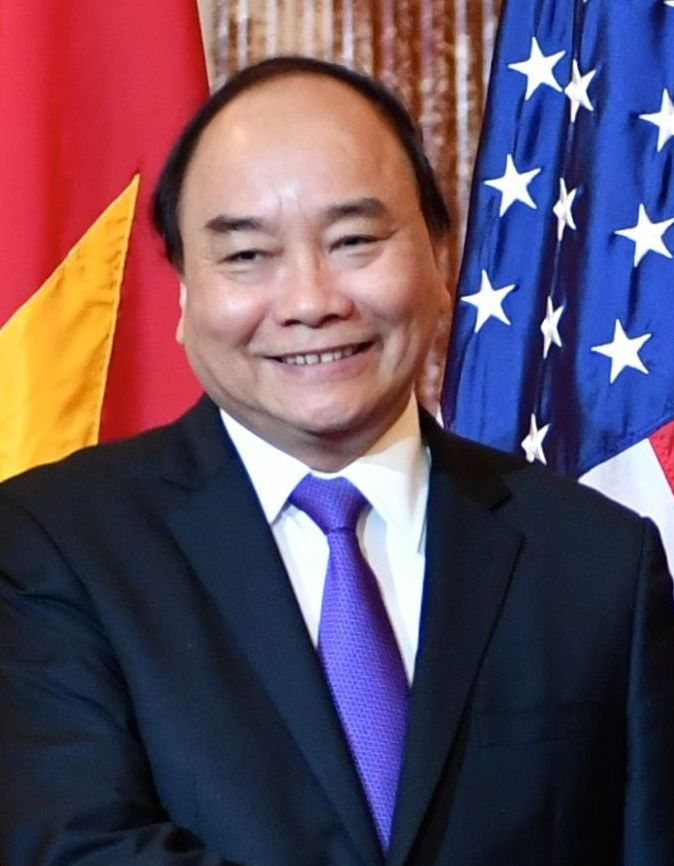
VNM Нгуен Суан Фук, Прем'єр-міністр, запрошений гість

- Чилі
Себастьян Піньєра, Президент, головуючий у Азійсько-Тихоокеанському економічному співробітництві у 2019 році
- Єгипет
Абдель Фаттах Ас-Сісі, Президент, головуючий у Африканському Союзі у 2019 році
- Нідерланди
Марк Рютте, Прем'єр-міністр
- Сенегал
Макі Салл, Президент, головуючий у Нове партнерство для розвитку Африки у 2019 році
- Сінгапур
Лі Сянь Лун, Прем'єр-міністр, запрошений гість
- Іспанія
Педро Санчес, Прем'єр-міністр, постійний запрошений гість
- В'єтнам
Нгуен Суан Фук, Прем'єр-міністр, запрошений гість

## Проблема «Інші, ніж економіка»
Міністерство закордонних справ Китайської Народної Республіки виступило з заявою, що розглядає протести Гонконгу як внутрішні справи Китаю 24 червня. Китайський уряд хоче зняти гонконгське питання з порядку денного саміту на рік, щоб уникнути можливих політичних та безпекових конфронтацій між усіма лідерами G20 (за межами Китаю) та Китаєм. Китай погрожував напасти на країни G20, підозрюваних у «неправомірному» обвинуваченні Китаю.
Саміт G20 2019 за два дні, 28-29 червня 2019 року, обговорить вісім тем для забезпечення глобального сталого розвитку.